# Wandelsee

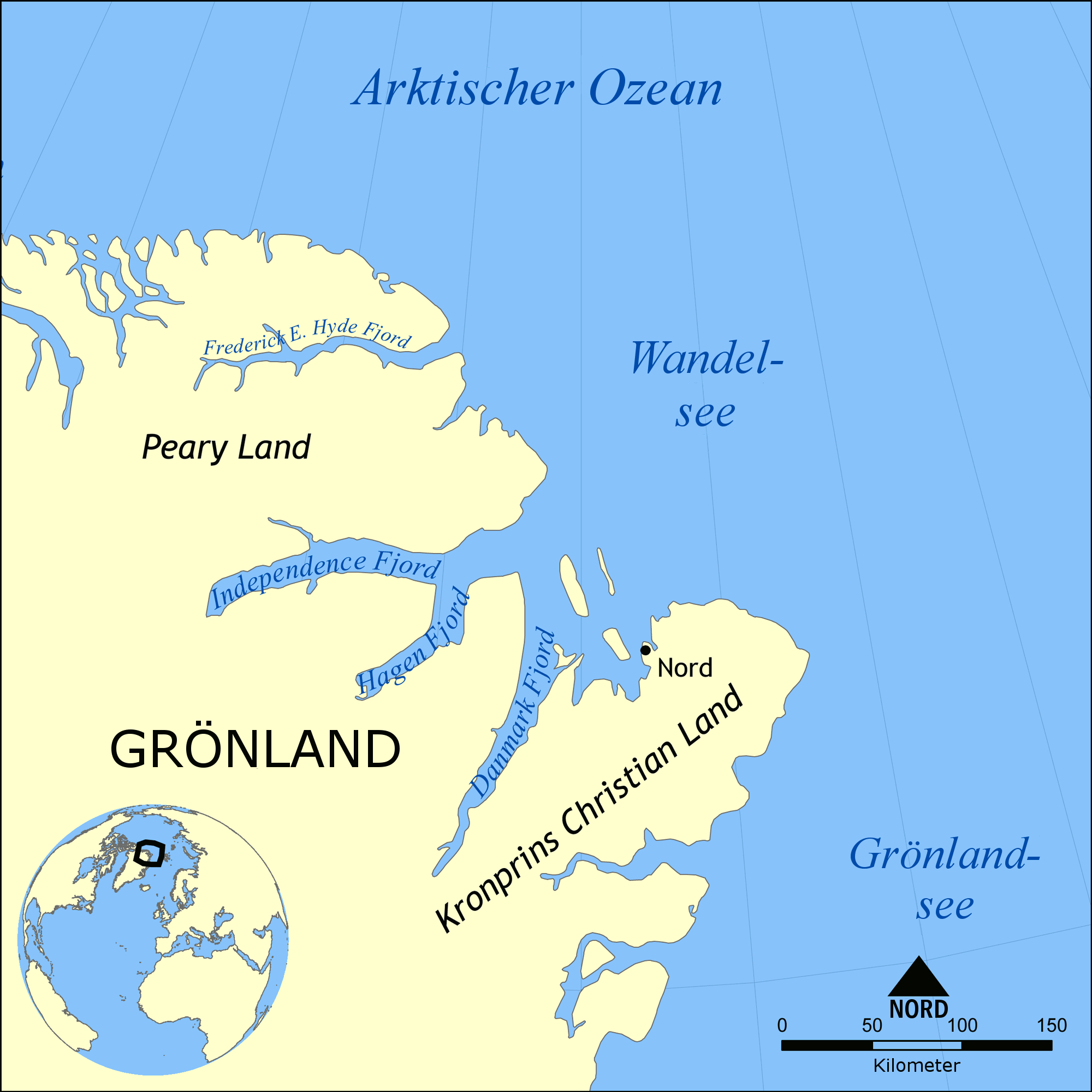
Lage der Wandelsee

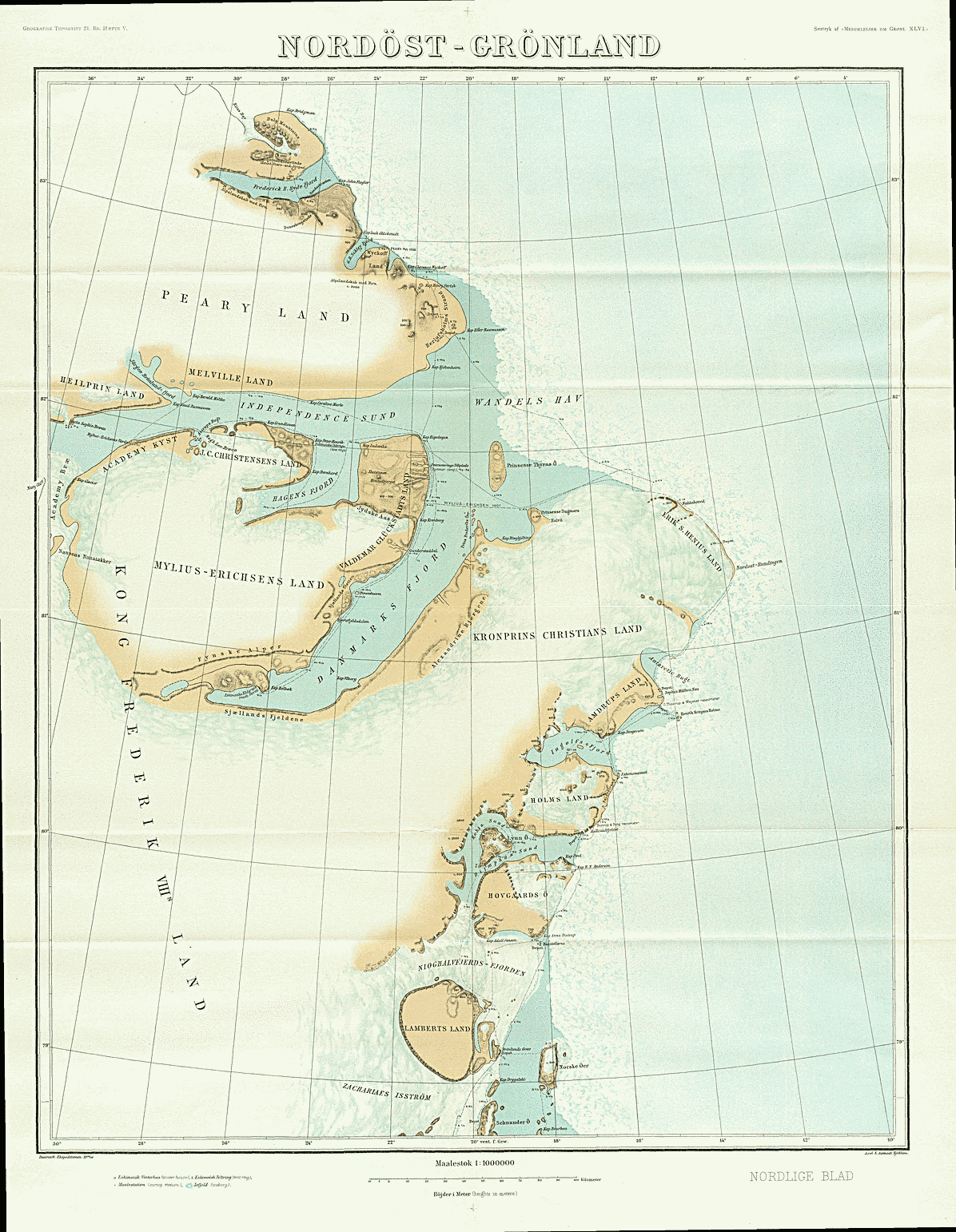
Karte Nordostgrönlands (J. P. Koch, Danmark-Expedition, 1911)

Die Wandelsee (international ist neben dem Namen Wandel Sea auch  die Bezeichnung McKinley Sea gebräuchlich) ist ein Randmeer des Arktischen Ozeans nordöstlich von Grönland. Es erstreckt sich in einem ca. 2.000 Kilometer langen Bogen zwischen der kanadischen Arktis und der Nordküste Grönlands. Im Süden wird die Wandel-See vom Nordostrundingen und der Grönlandsee begrenzt, mit der sie durch die Framstraße verbunden ist, im Osten reicht sie an die Nordküste von Spitzbergen und im Westen bis zum Kap Morris Jesup im grönländischen Peary Land, wo sich die Lincolnsee anschließt. Die Ost-West-Ausdehnung beträgt rund 800 Kilometer. Die Wandelsee ist nahezu ganzjährig von Packeis bedeckt.
Dieser Teil des arktischen „Eismeers“ wurde 1907 von der Danmark-Expedition unter Leitung von Ludvig Mylius-Erichsen entdeckt und nach einem ihrer Berater benannt, dem dänischen Hydrographen Carl Frederik Wandel. Johan Peter Koch überquerte sie mit dem Hundeschlitten zwischen Kap Prins Knud in Kronprins Christian Land und Kap Eiler Rasmussen in Peary Land.

## Infrastruktur
An der Küste der Wandelsee befindet sich Station Nord, die nördlichste Militärstation der Dänischen Streitkräfte.

## Ökologie
Die Wandelsee gilt als Rückzugsraum für von der menschengemachten Erderhitzung bedrohte Arten wie Eisbär, Narwal oder Ringelrobbe.

## Kryosphäre
In der Wandelsee sammelt sich aufgrund von Meeresströmungen und Winddrift das älteste und dickste Meereis der Arktis, das „Letzte Eis“, bis zu fünf Jahre altes Packeis. Es soll sich dort viele Jahre länger halten als anderswo.
2018 wurde erstmals seit Beginn der Satellitenüberwachung in der Wandelsee nördlich von Grönland mitten im Winter eine Polynja entdeckt, eine offene Wasserfläche, so groß wie die Insel Spitzbergen, also ca. 40.000 km2. Die MOSAiC-Expedition mit dem Forschungsschiff Polarstern fand im Sommer 2020 ebenfalls eine Polynia vor. Mithilfe von Satellitendaten und Meereismodellen entwickelten die Forschenden die These, dass sich die globale Erwärmung und die regionale Wetter-Variabilität gegenseitig verstärken könnten: Das dünner werdende Eis reagiere auch empfindlicher auf die aktuell herrschenden atmosphärischen Bedingungen, je nach Wetterlage könnten Winde das dünnere Eis leichter auseinandertreiben.